# Shennan (sockenhuvudort i Kina, Hebei Sheng, lat 38,99, long 114,88)
Shennan är en sockenhuvudort i Kina. Den ligger i provinsen Hebei, i den norra delen av landet, omkring 160 kilometer sydväst om huvudstaden Peking. Antalet invånare är 10 937. Befolkningen består av 5 278 kvinnor och 5 659 män. Barn under 15 år utgör 19,0 %, vuxna 15-64 år 71 %, och äldre över 65 år 9,0 %.
Runt Shennan är det tätbefolkat, med 383 invånare per kvadratkilometer. Närmaste större samhälle är Baihe, 16,2 km söder om Shennan. Trakten runt Shennan består till största delen av jordbruksmark.
Genomsnittlig årsnederbörd är 675 millimeter. Den regnigaste månaden är juli, med i genomsnitt 200 mm nederbörd, och den torraste är januari, med 3 mm nederbörd.